# サイバニクス
サイバニクス（英語: Cybernics）とは、筑波大学教授山海嘉之が確立、命名した、新学術分野である。

## 概要
サイバニクスとは、サイバネティクス、メカトロニクス、インフォマティクスを中核として、脳科学・神経科学、運動生理学、ロボット工学、IT、再生医療、行動科学、倫理、安全、心理学、社会科学など、さまざまな学術領域を融合複合させた包括的な学術分野。本技術により研究開発が推進されたものに、ロボットスーツHALがある。